# Georges Devillers
Pour les articles homonymes, voir Devillers.
Georges Devillers (1780-1839) est un peintre, élève de Jacques-Louis David.

## Biographie
Peintre d'Histoire et portraitiste, il reçut lors de sa première exposition au Salon de 1804 la grande médaille du Salon. Il fut l'assistant de son maître pour la réalisation du portrait de Napoléon en costume impérial destiné à la ville de Gènes. Le rejet de ce portrait par Napoléon, qui le considérait comme mauvais, fut imputé à Devillers qui selon Auguste Jal, aurait fait un travail médiocre.
Il est inhumé au cimetière du Père-Lachaise (41e division).

## Salons
- 1804, no 130, Énée sauvant son père de l'embrasement de Troie. Pour ce sujet l'artiste obtint une Grande médaille d'or.
- 1808, no 180, La Mort de Patrocle.
- 1814, no 315, La Mort de Patrocle, 316, Énée sauvant son père Anchise de l'embrasement de Troie, 317, Plusieurs portraits.
- 1819, no 345, Pan et Syrinx, no 346, Plusieurs portraits..

Domiciles parisiens cités par le livret des salons: 1804, 19, place Dauphine, 1808, 1, rue du Bac, 1814, 10, rue des Saints-Pères, 1819, 10, rue des Saints-Pères.

## Œuvre
- Paris, Cour des comptes, Un Portrait de Napoléon Ier, provenance: préempté par la Direction des musées de France, lors d'une vente aux enchères à l'hôtel Drouot le 14 novembre 2007, où le tableau était présenté comme de C. de Villers.
- Saint-Maur-des-Fossés, musée municipal, Énée sauvant son père de l'embrasement de Troie, huile sur toile, 2,81 × 3,05.

## Fortune Critique
- L'écrivain Henri Troyat le cite dans son roman La Femme de David.